# Edon Hasani

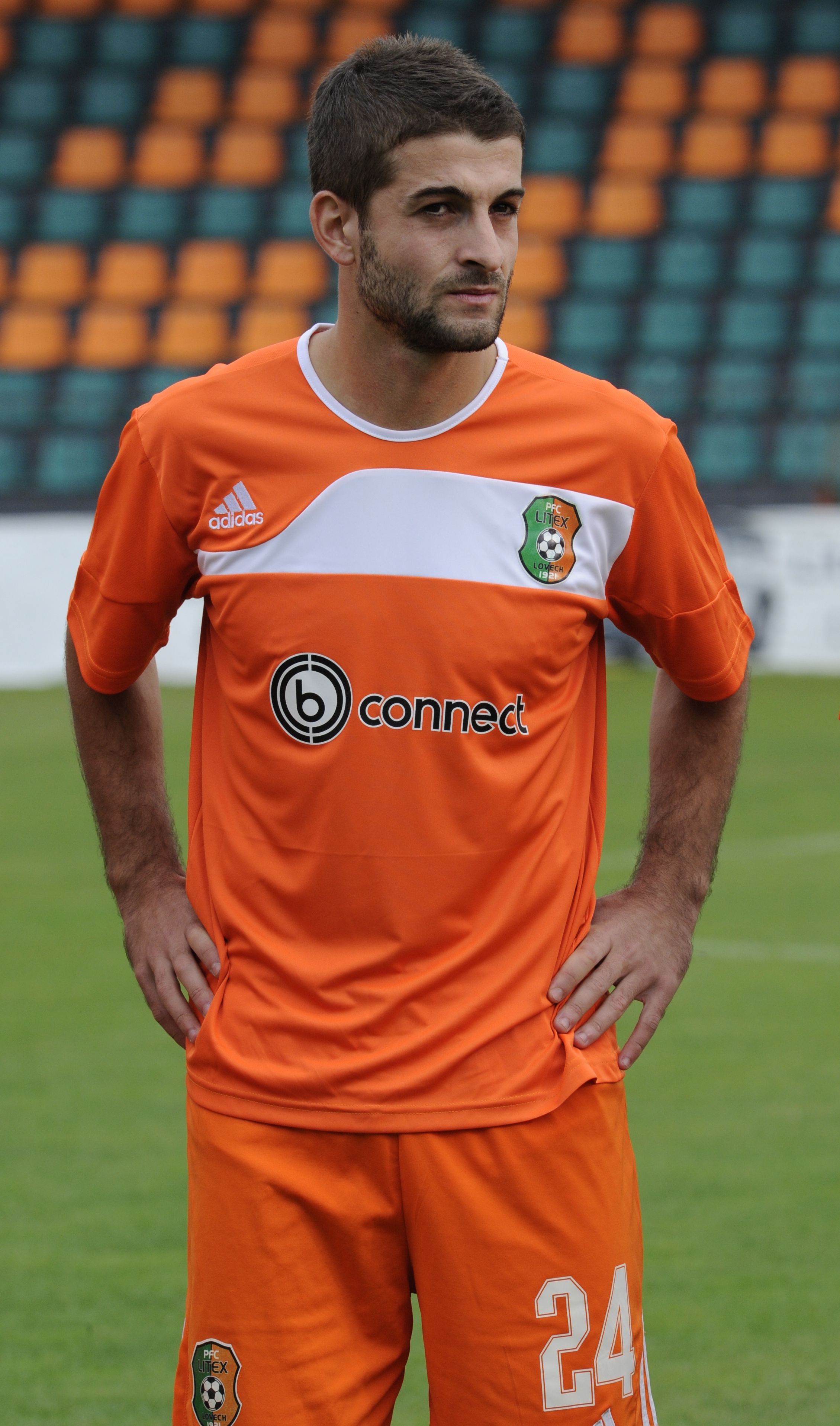
Edon Hasani (2012)

Edon Hasani (ur. 9 stycznia 1992 w Szkodrze) – albański piłkarz, były członek albańskich reprezentacji U-17, U-19 i U-21.